# Pappogeomys
Pappogeomys ist eine Gattung in der Familie der Taschenratten mit zwei Arten, die in Mexiko vorkommen. In manchen Abhandlungen wird die Gattung Cratogeomys als Untergattung von Pappogeomys geführt.
Folgende Arten zählen zur Gattung:
- Die Alcorn-Taschenratte (Pappogeomys alcorni) lebt endemisch in einem Gebirge im mexikanischen Bundesstaat Jalisco.
- Die Jalisco-Taschenratte (Pappogeomys bulleri) ist in den Bundesstaaten Nayarit, Jalisco und Colima verbreitet.

Diese Taschenratten besitzen eine Kopf-Rumpf-Länge von 13 bis 17,5 cm sowie eine Schwanzlänge von 5 bis 8,5 cm. Die Grundfarbe des weichen Fells variiert oberseits zwischen Zimtbraun mit orange Schattierung und dunkelbraun. Das Fell der Unterseite ist allgemein heller und der Schwanz ist nackt. Bei beiden Arten kommt auf der Schnauze ein kennzeichnender Fleck vor, der bei der Alcorn-Taschenratte hellbraun und bei Pappogeomys bulleri weiß ist. In der Mitte der oberen Schneidezähne befindet sich eine Rinne.
Über die Lebensweise der Arten ist nur wenig bekannt. Sie halten sich im Flachland und in Gebirgen bis 2300 Meter Höhe auf. Als Lebensraum dienen Mischwälder mit Eichen und Nadelbäumen sowie Grasflächen. Diese Nagetiere besuchen gern landwirtschaftliche Nutzflächen, wo sie großen Schaden anrichten können.
Die IUCN listet die Alcorn-Taschenratte als vom Aussterben bedroht (Critically Endangered) und Pappogeomys bulleri als nicht gefährdet (Least Concern).